# Prostitución en Togo

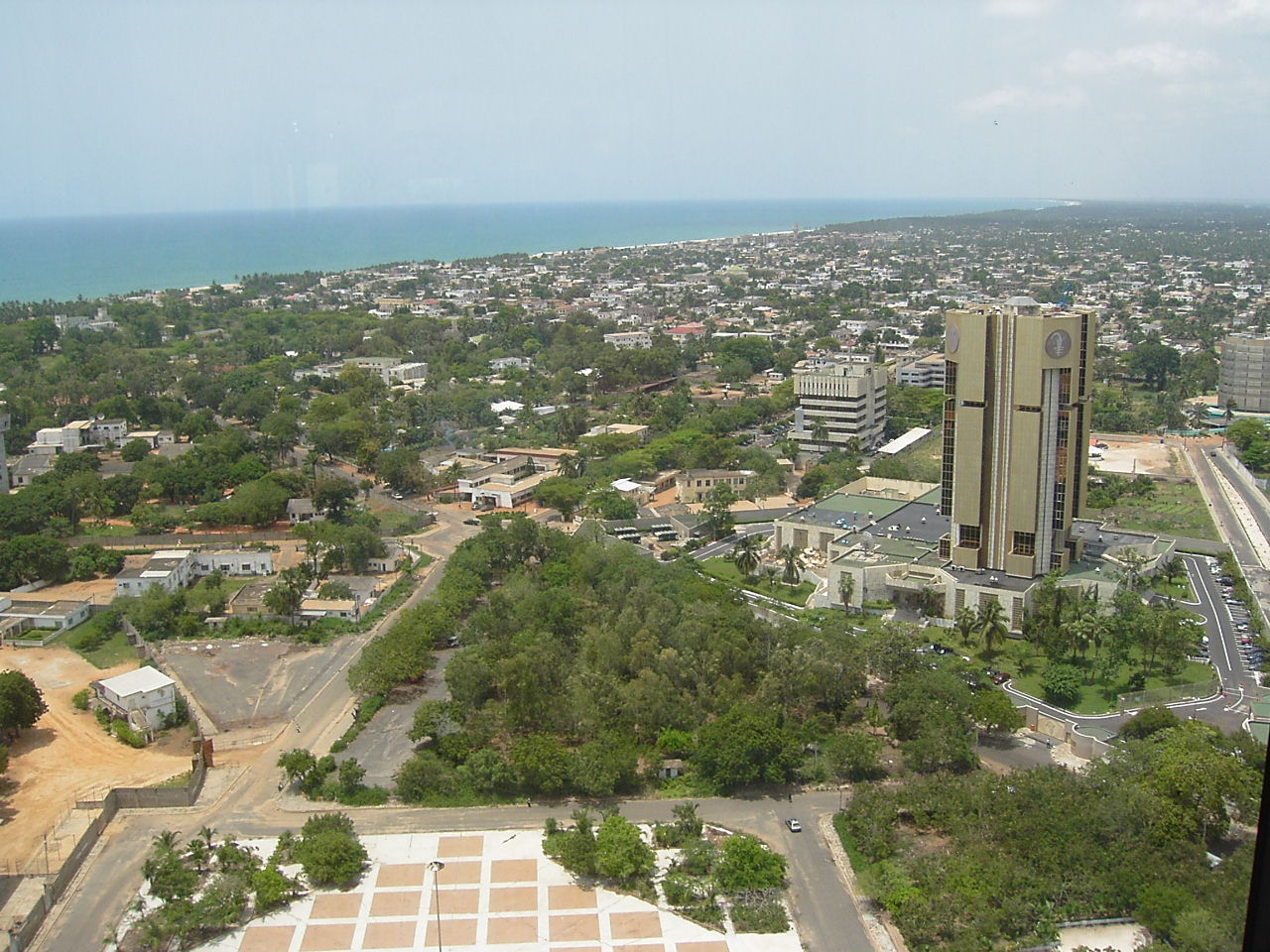
Imagen de Lomé, capital del país y foco principal de la prostitución en Togo.

La prostitución en Togo es legal y habitual. Están prohibidas las actividades relacionadas con ella, como el proxenetismo o vivir de las ganancias de la prostitución. El castigo es de hasta diez años de prisión si hay menores implicados o violencia.
El tráfico sexual, la prostitución infantil y el VIH son problemas en el país. Sin embargo, los respectivos ejecutivos han ido introduciendo algunos códigos gubernamentales, y también han comenzado a hacer cumplir las leyes penales, como un código de la infancia que protege los derechos de los niños en todo el país, con el fin de ayudar a combatir estos problemas.

## Situación actual
En 2014, se estimó que había algo más de 10 000 trabajadoras sexuales en el país. Una encuesta de 2011 reveló que el 51 % trabajaba en bares y el 26 % en burdeles. Aproximadamente la mitad de las prostitutas viven y/o trabajan en la capital, Lomé. Según una investigación publicada en 2015, entre 2005 y 2015, la prostitución en el país aumentó un 180 %, y que tres cuartas partes de las prostitutas son togolesas, y las ghanesas un 15 %. No es raro que las prostitutas viajen entre Togo y los países vecinos para encontrar trabajo.
Se tiene constancia de la existencia de burdeles y de prostitutas que ejercen en diversos barrios de Lomé, como Décor y Kodjoviakopé, en la frontera con Ghana. Entre las nacionalidades de las prostitutas hay togolesas, nigerianas, liberianas, ghanesas y marfileñas. Muchas trabajadoras del sexo de la ciudad tienen taxistas habituales que las llevan y esperan mientras la mujer está con un cliente. Los gerentes de hoteles también pueden ofrecer tarifas especiales si la trabajadora sexual lleva clientes allí con regularidad.
En 2017 se informó de que varios estudiantes universitarios recurrían a la prostitución por motivos económicos.

## Historia
A finales del siglo XIX y principios del XX, el país formaba parte de Togolandia, el protectorado que tenía el Imperio alemán en África. La prostitución creció con la colonización alemana, inicialmente a lo largo de la costa (especialmente en Lomé) y luego se extendió hacia el interior a medida que la colonización avanzaba hacia el interior. En Lomé, Aného y Atakpamé, las prostitutas africanas que sólo servían a hombres europeos estaban obligadas a vivir en zonas designadas conocidas como kasernierung. En 1909 se construyó un burdel en Lomé para reemplazar la zona de kasernierung. Al principio albergaba a 40 prostitutas.
Tras la derrota de Alemania en la Primera Guerra Mundial, Francia asumió el poder de facto en la zona, con la colonización francesa en ciernes. El gran número de hombres solteros, o casados lejos de casa, colonos y tropas creó la demanda de prostitución. Como en otras colonias francesas, se establecieron burdeles militares alrededor de donde estaban estacionadas las tropas.

## Desigualdad de género
Técnicos de Naciones Unidas constataron que, por lo general, "toda la responsabilidad" de los problemas a los que se enfrenta la industria del sexo recae sobre las mujeres. En respuesta a los problemas señalados por este comité, el gobierno de Togo declaró el 31 de julio es el Día de la Mujer en todo el país. Además, esto puede haber sido lo que les animó a promulgar algunas de sus nuevas políticas, como la aplicación activa de leyes que protegen a los niños contra el comercio sexual. Este comité señaló que el sexo era un acto de dos personas y que los hombres, que suelen ser el mercado de demanda de las trabajadoras del sexo, también deben ser examinados y responsabilizados de sus actos.

## Salud sexual
El /sida|VIH y la sífilis son problemas en el país. Los profesionales del sexo y sus clientes son grupos de alto riesgo, sobre todo porque el uso del preservativo no es sistemático, aunque hay 11 programas de prevención diferentes que distribuyen preservativos por todo el país.
La prevalencia del VIH ha disminuido entre los profesionales del sexo: se pasó de un 29,5 % en 2005, 13,1 % en 2011 y 11,7 % en 2015; una rebaja en una década de algo más de la mitad. Sin embargo, las tasas de prevalencia varían en todo el país; aunque la media entre los profesionales del sexo fue del 13,1 % en 2011, osciló entre el 19,5 % en Lomé y el 7,8 % en las regiones de Savanes y Kara.
Un estudio realizado en 2008 señaló que hasta el 60 % de los camioneros de Togo que mantenían relaciones sexuales con profesionales del sexo no utilizaban preservativo durante el acto sexual. Además, alrededor del 50 % de los camioneros entrevistados declararon que no se habían sometido a la prueba del VIH, una estadística preocupante si se tiene en cuenta la prevalencia de las enfermedades de transmisión sexual en Togo.
Un estudio realizado en 2011 reveló que el 2,2 % de los profesionales del sexo estaban infectados por sífilis, y el 2,3 % de los clientes. Esto también variaba según la región, siendo las de Lomé las que tenían la mayor tasa de infección, con un 3,1 %.
Los hombres, mujeres y parejas homosexuales no reciben el mismo acceso a la posibilidad de ser diagnosticados y tratados por un posible caso de VIH/sida que las parejas heterosexuales.

## Preocupación por los derechos humanos
En la década de 2000 surgió la preocupación internacional por la prostitución infantil en Togo. La legislación togolesa prohíbe explícitamente la explotación sexual de los niños y la prostitución infantil, aunque no se hace cumplir de forma efectiva. Organizaciones no gubernamentales como UNICEF han intervenido para intentar sacar de las calles a las prostitutas infantiles. También hay informes sobre la trata de mujeres con fines de prostitución.
Otro problema de Togo es que las leyes no protegen bien contra la trata de menores, que suelen ser vendidos a la industria del sexo. Togo no hace cumplir la ley que impide la venta de niños para la esclavitud sexual, y tampoco existe una ley contra el estupro en Togo. Desde 2007, el gobierno togolés ha mejorado su labor de concienciación sobre la explotación sexual infantil y la prostitución infantil. 
En 2007 publicó un código que protegía los derechos de los niños en determinados ámbitos de la vida, y este código condujo a la liberación de cientos de niños trabajadores del sexo en todo Togo, después de que mejoraran sus esfuerzos para hacer cumplir este código. Una vez detenidos estos niños, se les atendió adecuadamente y se les realizaron pruebas para detectar diversos problemas médicos, en su mayoría de salud sexual.

## Tráfico sexual
Togo es país de origen, tránsito y, en menor medida, destino de mujeres y niños víctimas de la trata con fines sexuales. La frontera occidental de la región del Altiplano, que ofrece fácil acceso a las principales carreteras que conducen a Lomé y Acra (Ghana), fue una de las principales fuentes de víctimas de la trata durante el periodo que abarca el informe. La mayoría de las víctimas togolesas son niños explotados dentro del país. Los traficantes llevan niños de las zonas rurales a Lomé, donde son explotados sexualmente. 
Las niñas de Ghana son explotadas en el tráfico sexual en Togo. De septiembre a abril, muchos adultos y niños togoleses emigran en busca de oportunidades económicas a Benín, Burkina Faso, Níger y Malí, donde muchos son víctimas del tráfico sexual. Las mujeres togolesas han sido reclutadas fraudulentamente para trabajar en Arabia Saudí, Líbano, Estados Unidos y Europa, donde son sometidas a prostitución forzada.
En 2005, en una redada en la capital se detuvo a más de 200 personas en una operación destinada a reducir la prostitución infantil. El gobierno había anunciado previamente por radio su compromiso de abordar el problema. La ministra de Protección de la Infancia, Agneley Christine Mensah, declaró que los menores detenidos serían acogidos y ayudados "a adquirir nuevos oficios y habilidades para que puedan integrarse en la vida social y económica normal".
La Oficina de Vigilancia y Lucha contra la Trata de Personas del Departamento de Estado de los Estados Unidos clasificó en 2023 a Togo como país de "nivel 2".